# Katja Werthmann
 (avril 2023).
La mise en forme du texte ne suit pas les recommandations de Wikipédia : il faut le « wikifier ».
Les points d'amélioration suivants sont les cas les plus fréquents. Le détail des points à revoir est peut-être précisé sur la page de discussion.
- Les titres sont pré-formatés par le logiciel. Ils ne sont ni en capitales, ni en gras.
- Le texte ne doit pas être écrit en capitales (les noms de famille non plus), ni en gras, ni en italique, ni en « petit »…
- Le gras n'est utilisé que pour surligner le titre de l'article dans l'introduction, une seule fois.
- L'italique est rarement utilisé : mots en langue étrangère, titres d'œuvres, noms de bateaux, etc.
- Les citations ne sont pas en italique mais en corps de texte normal. Elles sont entourées par des guillemets français : « et ».
- Les listes à puces sont à éviter, des paragraphes rédigés étant largement préférés. Les tableaux sont à réserver à la présentation de données structurées (résultats, etc.).
- Les appels de note de bas de page (petits chiffres en exposant, introduits par l'outil «  Source ») sont à placer entre la fin de phrase et le point final[comme ça].
- Les liens internes (vers d'autres articles de Wikipédia) sont à choisir avec parcimonie. Créez des liens vers des articles approfondissant le sujet. Les termes génériques sans rapport avec le sujet sont à éviter, ainsi que les répétitions de liens vers un même terme.
- Les liens externes sont à placer uniquement dans une section « Liens externes », à la fin de l'article. Ces liens sont à choisir avec parcimonie suivant les règles définies. Si un lien sert de source à l'article, son insertion dans le texte est à faire par les notes de bas de page.
- La présentation des références doit suivre les conventions bibliographiques. Il est recommandé d'utiliser les modèles {{Ouvrage}}, {{Chapitre}}, {{Article}}, {{Lien web}} et/ou {{Bibliographie}}. Le mode d'édition visuel peut mettre en forme automatiquement les références.
- Insérer une infobox (cadre d'informations à droite) n'est pas obligatoire pour parachever la mise en page.

Pour une aide détaillée, merci de consulter Aide:Wikification.
Si vous pensez que ces points ont été résolus, vous pouvez retirer ce bandeau et améliorer la mise en forme d'un autre article.
Katja Werthmann (née le 11 mai 1964 à Fribourg-en-Brisgau) est une ethnologue allemande spécialisée dans l'Afrique de l'Ouest. Elle est professeur d'ethnologie à l'Institut d'études africaines de l'université de Leipzig. K. Werthmann mène des recherches en Afrique anglophone et francophone (Burkina Faso, Cameroun et Nigeria) sur le maniement des ressources matérielles et symboliques dans le contexte des mobilités spatiales et sociales en Afrique contemporaine. Elle a contribué à l'ethnologie politique, économique, religieuse et urbaine. Après le doctorat à l’université libre de Berlin et l'habilitation à l’université Johannes-Gutenberg de Mayence. Elle a enseigné dans des universités en Allemagne (Francfort/Mayence, Halle/Saale), en Suisse (Zurich) et en Suède (Uppsala). Depuis 2012, elle est professeur d'université à l'université de Leipzig,.

## Biographie

### Parcours professionnel
Après avoir obtenu son diplôme d'études secondaires en 1983, Katja Werthmann a commencé des études d'allemand et d'histoire de l'art à l'université de Marbourg (1983-1984) puis Anthropologie culturelle et l'ethnologie européenne, avec comme matières subsidiaires l'ethnologie historique et la linguistique africaine. Elle est diplômée d'un Magister artium ( M.A., 1990). De 1988 à 1990, elle se prépare par des cours de Swahili et Haoussa au Kenya et au Nigeria (financés par le DAAD) pour leurs recherches sur le terrain. Une bourse d'études supérieures du DAAD lui a permis de faire seize mois de recherche de terrain au Nigeria, qui ont servi de base à sa thèse sur la vie quotidienne des femmes musulmanes dans un quartier de Kano. Avec une bourse doctorale de la Evangelisches Studienwerk, Villigst e. V. elle a obtenu son doctorat en 1996 à l'Institut d'ethnologie de l’université libre de Berlin (FU-Berlin). De janvier 1997 à décembre 2001, elle a été chercheuse associée à l'Institut d'ethnologie historique de l'université de Francfort. 

## Axes de recherche
Katja Werthmann considère les études africaines comme une science régionale à responsabilité historique. Elle et son équipe de recherche sont interdisciplinaires dans les sciences humaines et sociales. Depuis 2002, elle mène des projets de recherche sur l'extraction de l'or, la vie urbaine et les vigilantes.
De 1997 à 2001, Katja Werthmann a travaillé comme assistante de recherche à l'Institut d'ethnologie historique de l'Université Goethe, où elle a participé au en :Sonderforschungsbereich (SFB) 268 « Développement culturel et histoire des langues dans l'espace naturel de la savane ouest-africaine ». Dans ce contexte, elle a passé 12 mois à faire des recherches sur les droits fonciers, l'histoire de la colonisation et l'extraction artisanale de l'or dans le sud-ouest du Burkina Faso. De 2002 à 2010, elle a travaillé à l'Institut d'anthropologie et d'études africaines de l'université de Mayence. Elle y obtient son habilitation en 2004 avec une thèse sur les aspects économiques, sociaux et culturels de l'extraction de l'or au Burkina Faso.
Elle a examiné les effets de la coopération allemande au développement en utilisant les exemples de petits exploitants dans un projet de développement au Burkina Faso et l'autonomie locale au Cameroun. Entre 2010 et 2012, Katja Werthmann a enseigné à l'université Martin-Luther de Halle-Wittemberg, à l'université de Zurich (Suisse) et à l'université d'Uppsala (Suède). Depuis août 2012, elle est professeur d'université sur la société, la politique et l'économie africaines à l'Institut d'études africaines à orientation socio-scientifique de l' Université de Leipzig.
Par ailleurs, Werthmann a évalué les effets d'un projet de développement agricole (AVV, « Aménagement des Vallées des Voltas ») mis en place dans les années 1970 et financé par la GTZ, au cours duquel des agriculteurs du centre des parties du pays déplacées vers le sud-ouest ont été déplacées. D'autres recherches ont porté sur les discours sur les droits fonciers et les  religions ethniques (autochtonie) ainsi que sur les relations sociales entre les agriculteurs autochtones et immigrés du projet. En outre, elle a mené des recherches dans le cadre du projet de suivi A9 de la SFB « Acquisition foncière. Appropriation spatiale et identité locale dans le sud-ouest du Burkina Faso » avec un accent sur les effets de l'immigration massive à la suite de la augmentation de l'exploitation aurifère non industrielle.

### Offices et fonctions
Katja Werthmann a été membre du comité de rédaction de Africa Spectrum de 2004 à 2015. Elle est actuellement membre du comité de rédaction de 'Sociologus (en) et de la série de livres African Social Studies à l’Éditions Brill. Elle a été membre actif du conseil d'administration et du comité principal de la de: Vereinigung für Afrikawissenschaften in Deutschland e.V. (VAD) depuis 2004 et a été le principal organisateur de la conférence VAD « African Connections » à Leipzig en 2018.

## Publications (sélection)
Monographies
- (2022) City Life in Africa. Anthropological Insights. New York, NY: Routledge
- (2009) Bitteres Gold. Bergbau, Land und Geld in Westafrika. Cologne: Köppe
- (1997) Nachbarinnen. Das Alltagsleben muslimischer Frauen in einer nigerianischen Großstadt. Francfort: Brandes & Apsel

Recueils (sélection)
- 2013 (avec Mamadou Lamine Sanogo): La ville de Bobo-Dioulasso au Burkina Faso. Urbanité et appartenances en Afrique de l’ouest. Paris: Karthala
- 2008 (avec Gerald Schmitt): „Staatliche Herrschaft und kommunale Selbstverwaltung. Dezentralisierung in Kamerun“. Frankfurt: Brandes & Apsel

Articles et chapitres de livres (sélection)
- (2017): The drawbacks of privatization: Artisanal gold mining in Burkina Faso 1986–2016, Resources Policy, vol. 52, pp. 418–426
- 2016: Die tanzende Sonne: Frauenlieder in Westafrika. In: Geert Castryck, Silke Strickrodt & Katja Werthmann (ed.), Sources and Methods for African History and Culture. Essays in Honour of Adam Jones. Leipzig: Leipziger Universitätsverlag, 393-409.
- 2014: Sind Städte in Afrika ‚unkennbar‘? Ethnologische Stadtforschung in Afrika. Zeitschrift für Ethnologie 139, 2, 159-178.
- 2014: Local Religion or Cult-Shopping? A Sacrificial Site in Burkina Faso. Anthropos 109, 399-409.
- 2011: Die Dyula in Burkina Faso: von vorkolonialer Elite zu ethnopolitischem Verein. In: Nikolaus Schareika, Eva Spies & Pierre-Yves Le Meur (eds.): Auf dem Boden der Tatsachen. Festschrift für Thomas Bierschenk. Cologne: Köppe, 289-309.
- 2009: Working in a Boom-Town: Female Perspectives on Gold-Mining in Burkina Faso. Resources Policy 34, 18-23.
- 2008: Islam on Both Sides: Religion and Locality in Western Burkina Faso. In: Samuli Schielke & Georg Stauth (eds.): Dimensions of Locality: The Making and Remaking of Islamic Saints and their Places. Bielefeld: transcript, 125-148.
- 2008: ‘Frivolous Squandering’. Consumption and Redistribution in Mining Camps. In: Jon Abbink & André van Dokkum (eds.): Dilemmas of Development. Conflicts of Interest and their Resolutions in Modernizing Africa. Leiden: African Studies Centre, 60-76.
- 2007: Islam in Afrika. Ein Überblick. In: Thomas Bierschenk & Marion Fischer (eds.): Islam und Entwicklung in Afrika. Cologne: Köppe, 37-50.
- 2006: Gold Diggers, Earth Priests, and District Heads: Land Rights and Gold Mining in South-Western Burkina Faso. In: Richard Kuba & Carola Lentz (eds.): Landrights and the Politics of Belonging in West Africa. Leiden: Brill, 119-136.
- 2005: Wer sind die Dyula? Ethnizität und Bürgerkrieg in der Côte d’Ivoire. Africa Spectrum 40, 2, 221-240.
- 2004 (avec Richard Kuba, Andrea Reikat, Andrea Wenzek): Erdherren und Einwanderer: Bodenrecht in Burkina Faso. In: Klaus Dieter Albert, Doris Löhr & Katharina Neumann (eds.): Mensch und Natur in Westafrika. Ergebnisse aus dem Sonderforschungsbereich 268 „Kulturentwicklung und Sprachgeschichte im Naturraum Westafrikanische Savanne“. Weinheim: Wiley-VCH, 373-399.
- 2003: ’Ils sont venus comme une nuée de sauterelles’: chercheurs d’or dans un village au sud-ouest du Burkina Faso. In: Richard Kuba, Carola Lentz & Claude Nurukyor Somda (eds.): Histoire du peuplement et relations interethniques au Burkina Faso. Paris: Karthala, 97-110.
- 2003: The President of the Gold Diggers: Sources of Power in a Gold Mine in Burkina Faso. Ethnos 68(1): 95-111.
- 2002: Matan Bariki, ‘Women of the Barracks’. Muslim Hausa Women in an Urban Neighbourhood in Northern Nigeria. Africa 72(1): 112-130.
- 2001 (avec Modeste Somé & Andrea Wilhelmi): ‘Il y a l’entente comme il y a la mésentente’. Vingt ans de cohabitation entre Dagara et Mossi dans les anciens villages A.V.V.. In: Richard Kuba, Carola Lentz & Katja Werthmann (eds.): Les Dagara et leurs voisins. Histoire de peuplement et relations interethniques au sud-ouest du Burkina Faso. Frankfurt/Main: Berichte des Sonderforschungsbereichs 268, vol. 15, 159-178.
- (2000): Gold rush in West Africa. The appropriation of 'natural' resources: non-industrial gold mining in Burkina Faso. Sociologus 50:1, 90–104
- (1995): Die Frauen der Barracks. Identitätsmanagement in einer nordnigerianischen Großstadt. Sociologus 45(2), 169–180 (1995)

## Film documentaire
- 2002 (avec Holger Kirscht): Sanmatenga. Goldgräber in Burkina Fas (Le Sanmatenga. Chercheurs d'or au Burkina Faso). BF/D, 45 min. IWF Wissen und Medien, Göttingen